# Dan Sserunkuma
Dan Sserunkama de son vrai nom Daniel Muzeyi Sserunkuma, né le 4 décembre 1993 à Kampala (Ouganda), est un footballeur international ougandais évoluant au poste Milieu Offensif et d'attaquant. Il est le frère cadet de l'international ougandais Geoffrey Sserunkuma.

## Biographie

### En club
Il participe à la Ligue des champions d'Afrique

### En équipe nationale
Il reçoit sa première sélection en équipe d'Ouganda le 6 février 2013, en amical contre le Rwanda. Il inscrit un but à cette occasion, pour un match nul 2-2.
Il participe ensuite à la Coupe CECAFA des nations 2013. Il inscrit deux buts lors de cette compétition, contre le Rwanda, et la Tanzanie. L'Ouganda est éliminé en quart de finale.

## Palmarès
- Vainqueur de la Coupe d'Ouganda en 2010 avec le Victors Football Club
- Vainqueur de la Coupe du Kenya en 2011 et 2012 avec le Gor Mahia Football Club
- Champion du Kenya en 2013 et 2014 avec le Gor Mahia Football Club